# Machilinae
Sous-famille
Les Machilinae sont une sous-famille d’insectes archéognathes de la famille des Machilidae.

## Liste des genres
Selon ITIS (24 mai 2019) :
- genre Heteropsontus Mendes, 1990
- genre Mesomachilis Silvestri, 1911
- genre Trigoniophthalmus Verhoeff, 1910